# 韋南戈縣 (賓夕法尼亞州)
韋南戈縣（英語：Venango County）是美国宾夕法尼亚州西北部的一個縣，面積1,769平方公里。根據2020年美國人口普查，共有人口50,454人。縣治富蘭克林。該縣成立於1800年3月12日，縣名是印第安語對法蘭西溪的稱呼。